# Rhizopogon brunsii
Rhizopogon brunsii är en svampart som beskrevs av Grubisha & Trappe 2005. Rhizopogon brunsii ingår i släktet Rhizopogon och familjen hartryfflar.   Inga underarter finns listade i Catalogue of Life.